# Moson
Moson (niem. Wieselburg) – dzielnica miasta Mosonmagyaróvár na Węgrzech, w komitacie Győr-Moson-Sopron, w powiecie Mosonmagyaróvár.